# اولو توتسن
اولو توتسن (استونیایی: Ülo Tootsen; ۱۳ ژوئن ۱۹۳۳ – ۱۳ مارس ۲۰۰۶) روزنامه‌نگار، زیست‌شناس، سیاستمدار و نماینده  مجلس اهل استونی بود.